# Silene lhassana
Silene lhassana là loài thực vật có hoa thuộc họ Cẩm chướng. Loài này được (F.N. Williams) Majumdar miêu tả khoa học đầu tiên năm 1976.